# Halfweg
Halfweg – miasto w Holandii, w prowincji Holandia Północna, w gminie Haarlemmerliede en Spaarnwoude.